# Zvonice (Lázně Bohdaneč)
Zvonice v Lázních Bohdaneč je součástí areálu hřbitova na jižním okraji města, kam náleží také hřbitovní kaple svatého Jiří. 

## Historie
Ohrazení areálu hřbitova, do něhož je věžovitá brána se zvonicí zapojena, pochází pravděpodobně z 1. poloviny 19. století. Stáří samotné brány se zvonicí není známo, její výraz je ale poměrně archaický a lze předpokládat, že je starší než sousedící kaple svatého Jiří (2. polovina 18. století).
V roce 2006 prošla zvonice rekonstrukcí.

## Architektura
V severní zdi hřbitova je umístěna jednopatrová věžovitá hranolová brána, která umožňuje vstup do areálu a jejíž první patro zároveň slouží jako zvonice. Střecha objektu je jehlancová, s kovaným křížem ve vrcholu. V přízemí je průchod s křížovou klenbou. První patro je oproti přízemí na severní a jižní straně mírně zúženo, na těchto dvou stranách pak z fasády vystupují cihlové pilířky, a to na severní straně dva a na jižní jeden. Zvonové patro je přístupné vnějším dřevěným schodištěm, stěny jsou členěny malými obdélnými okénky. Stavba je pokryta šedou cementovou omítkou.